# 亞歷山大·瓦連京諾維奇·蒂托夫

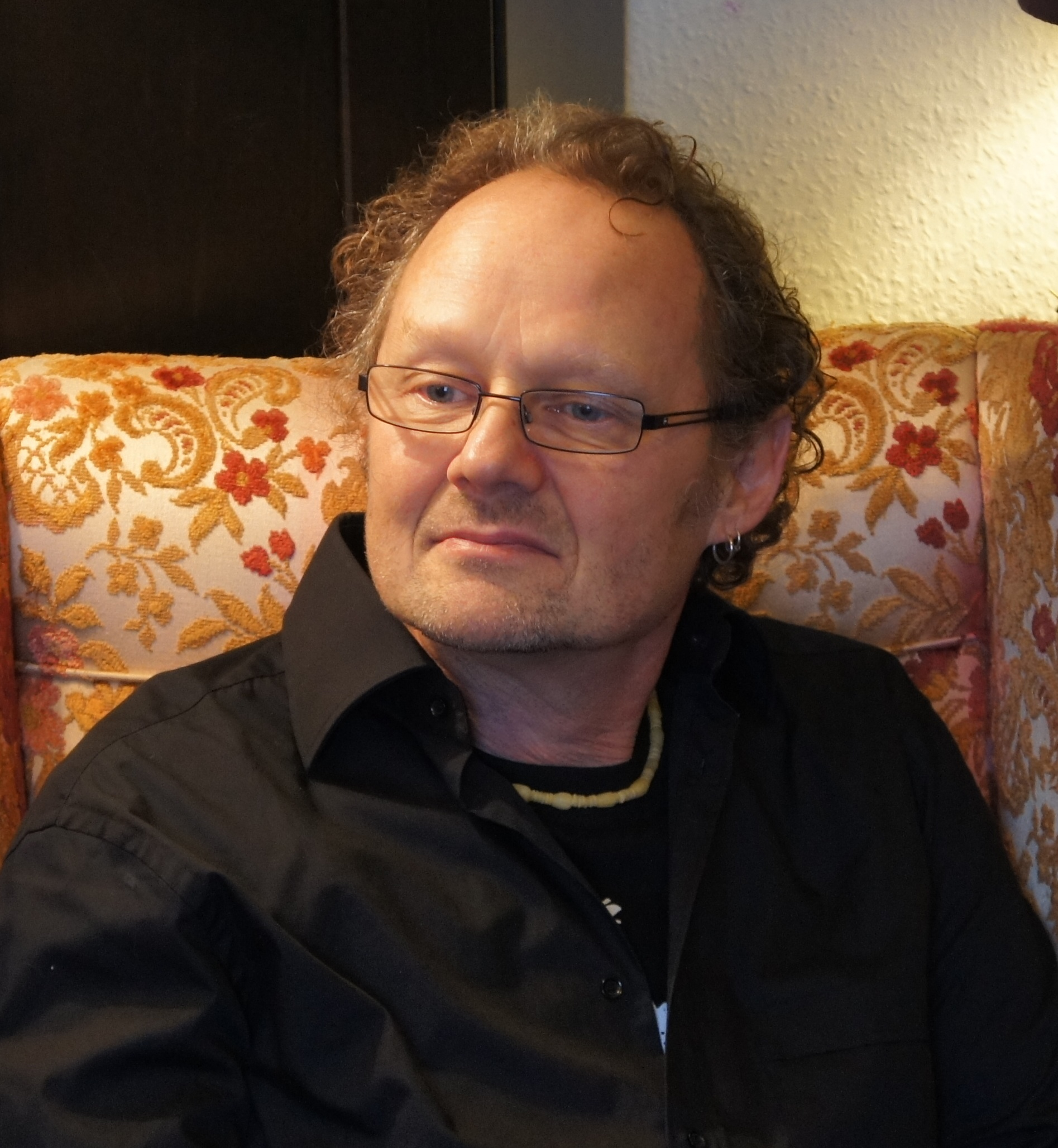
蒂托夫，攝於2013年

亞歷山大·瓦連京諾維奇·蒂托夫（俄语：Алекса́ндр Валенти́нович Тито́в；1957年7月18日—），俄罗斯摇滚音乐家，以担任水族館樂隊的贝斯手而闻名。该职位原由由米哈伊爾·費因施泰因-瓦西里耶夫担任。蒂托夫还曾与Avgust、Pop-Mekhanika和電影等列寧格勒乐队合作演出。蒂托夫的妻子是英国音乐家和语言学家葉蓮娜·蒂托娃，他们有两个孩子，分別為安娜和葉卡捷琳娜。

## 備注
1. ↑  今聖彼得堡